# Alchisme grossa
Alchisme grossa är en insektsart som beskrevs av Leon Fairmaire. Alchisme grossa ingår i släktet Alchisme och familjen hornstritar. Inga underarter finns listade i Catalogue of Life.